# Puñihuil
Puñihuil este un golf mic din Provincia Chiloé, regiunea Los Lagos, Chile.

## Galerie

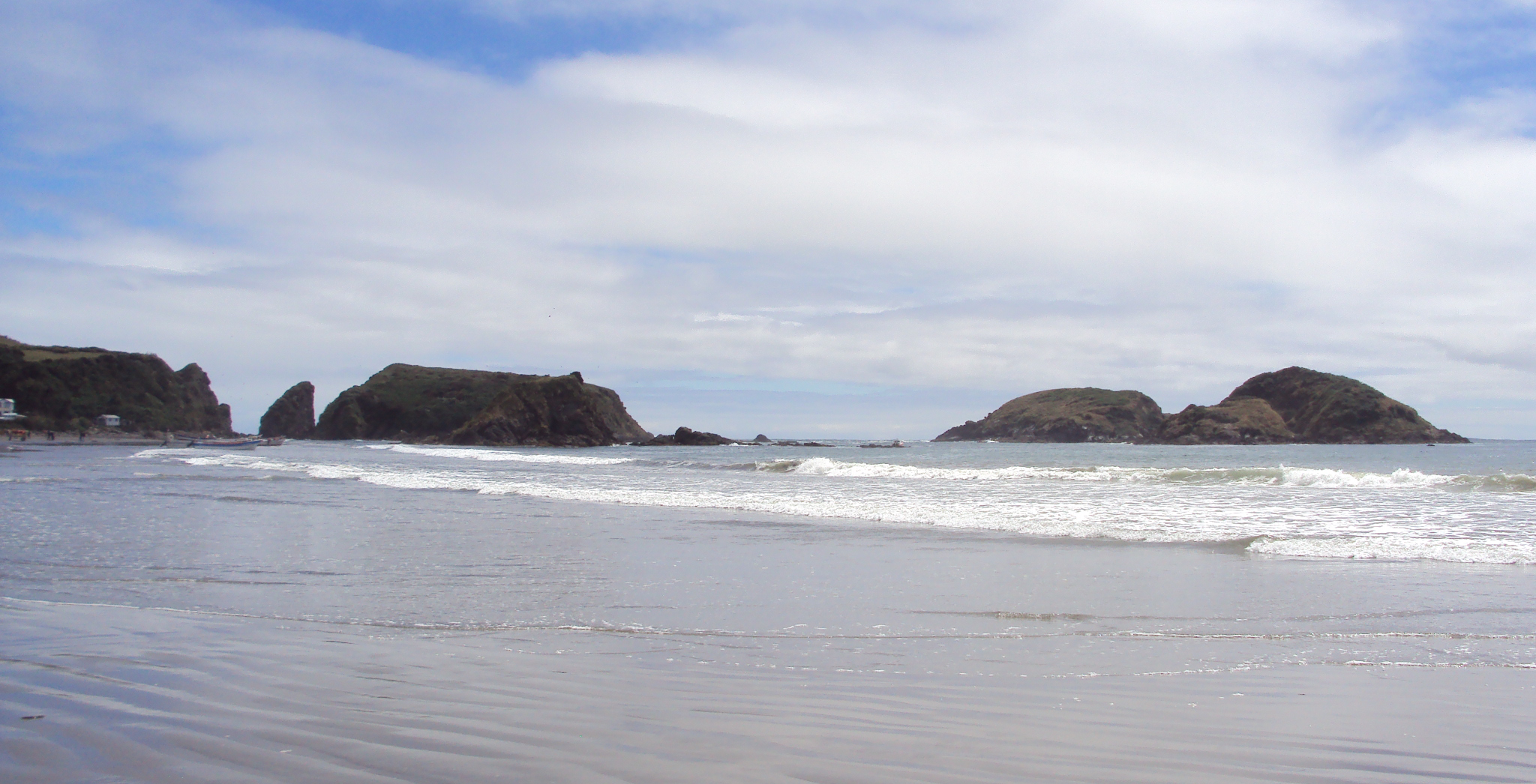
Plaja Puñihuil, insulele în fundal
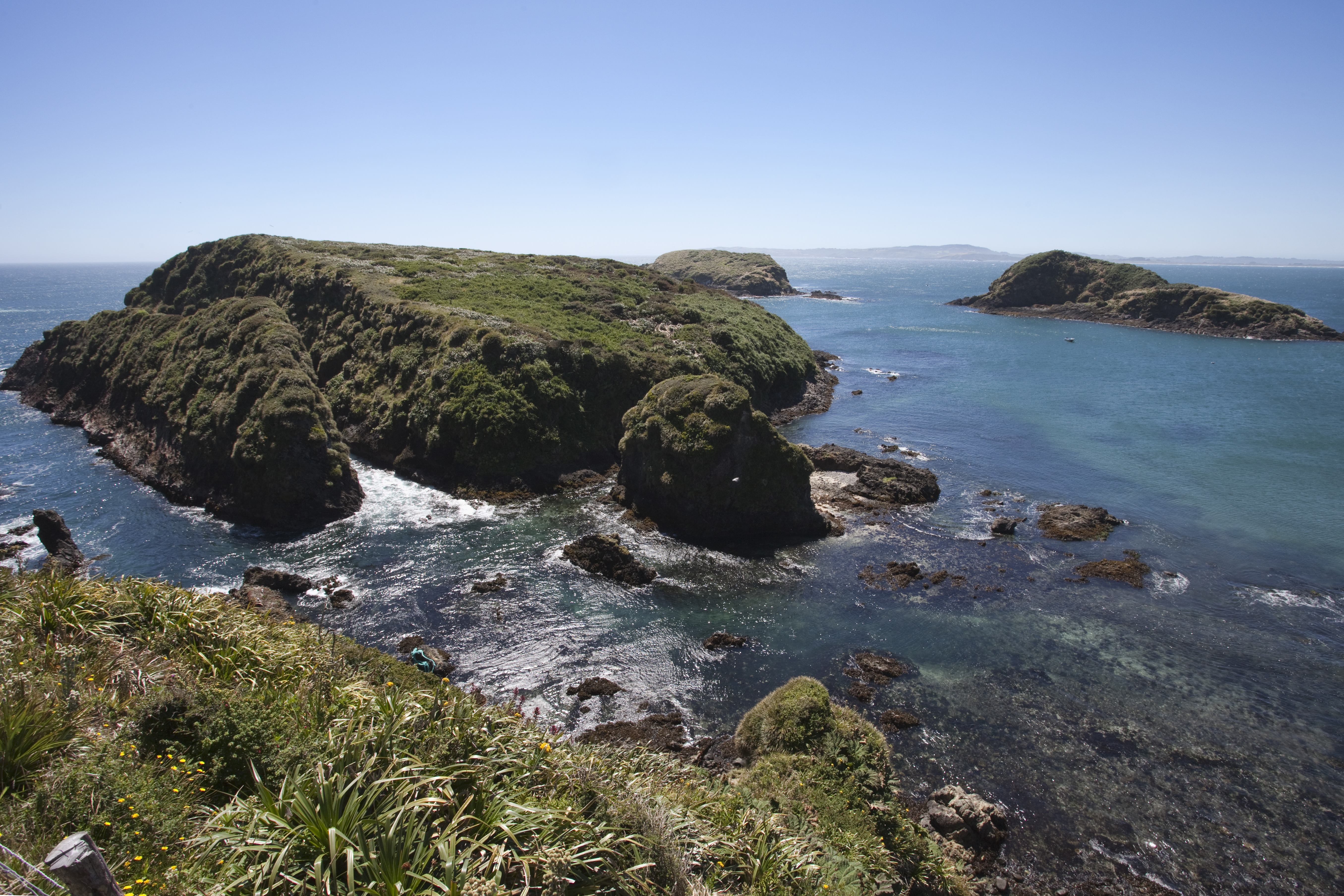
Islotes de Puñihuil
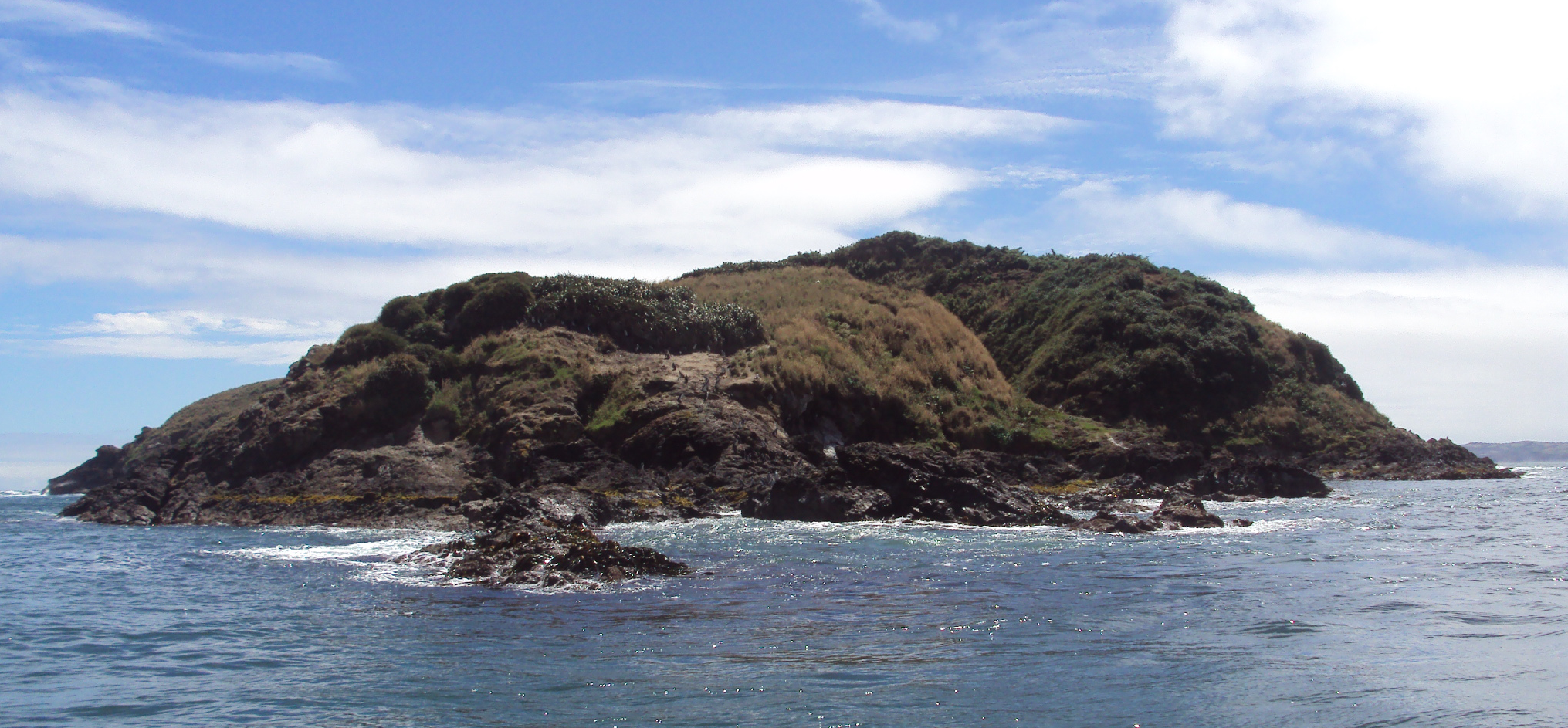
Islotes de Puñihuil III
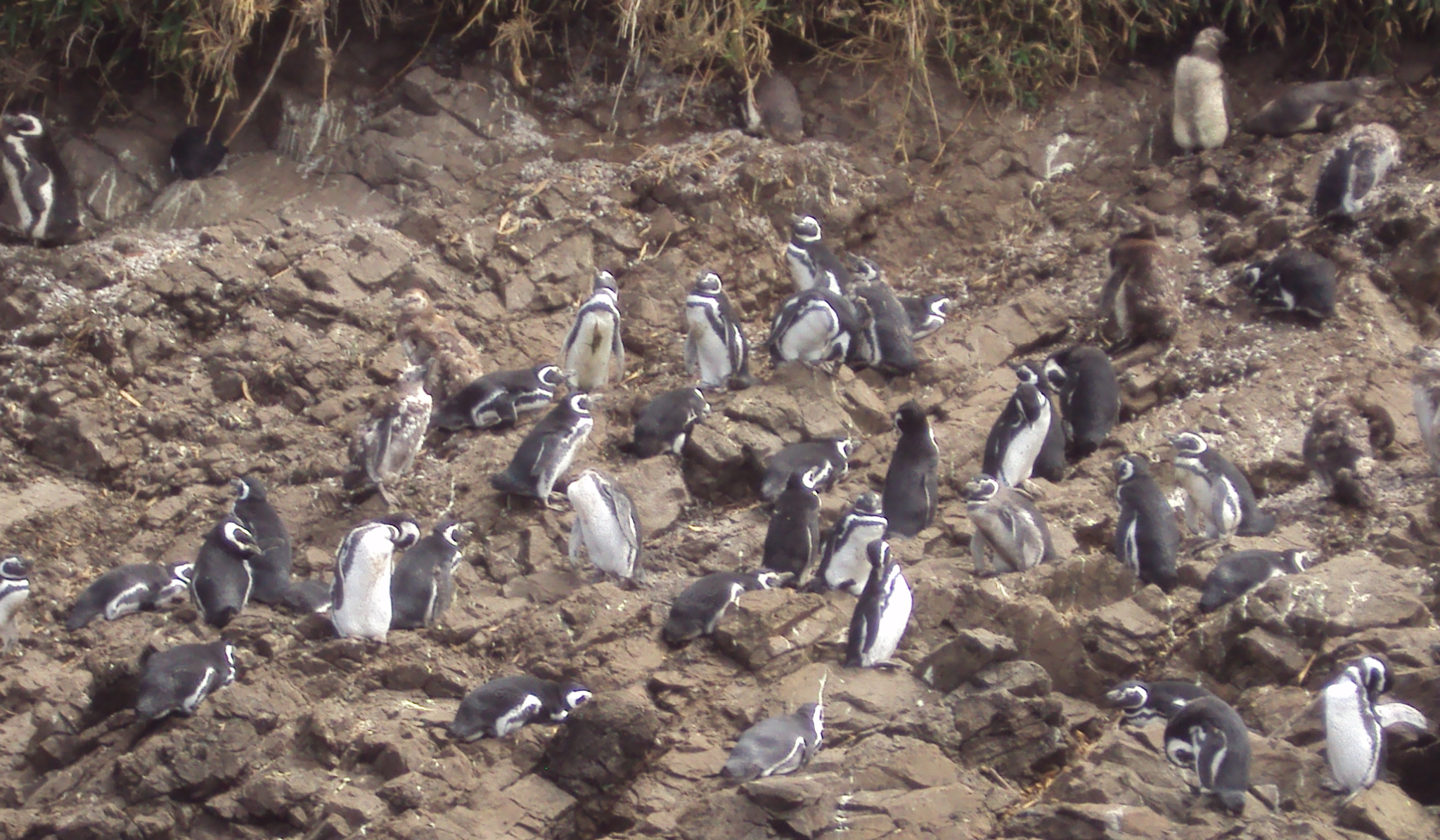
Pinguini pe Islotes de Puñihuil
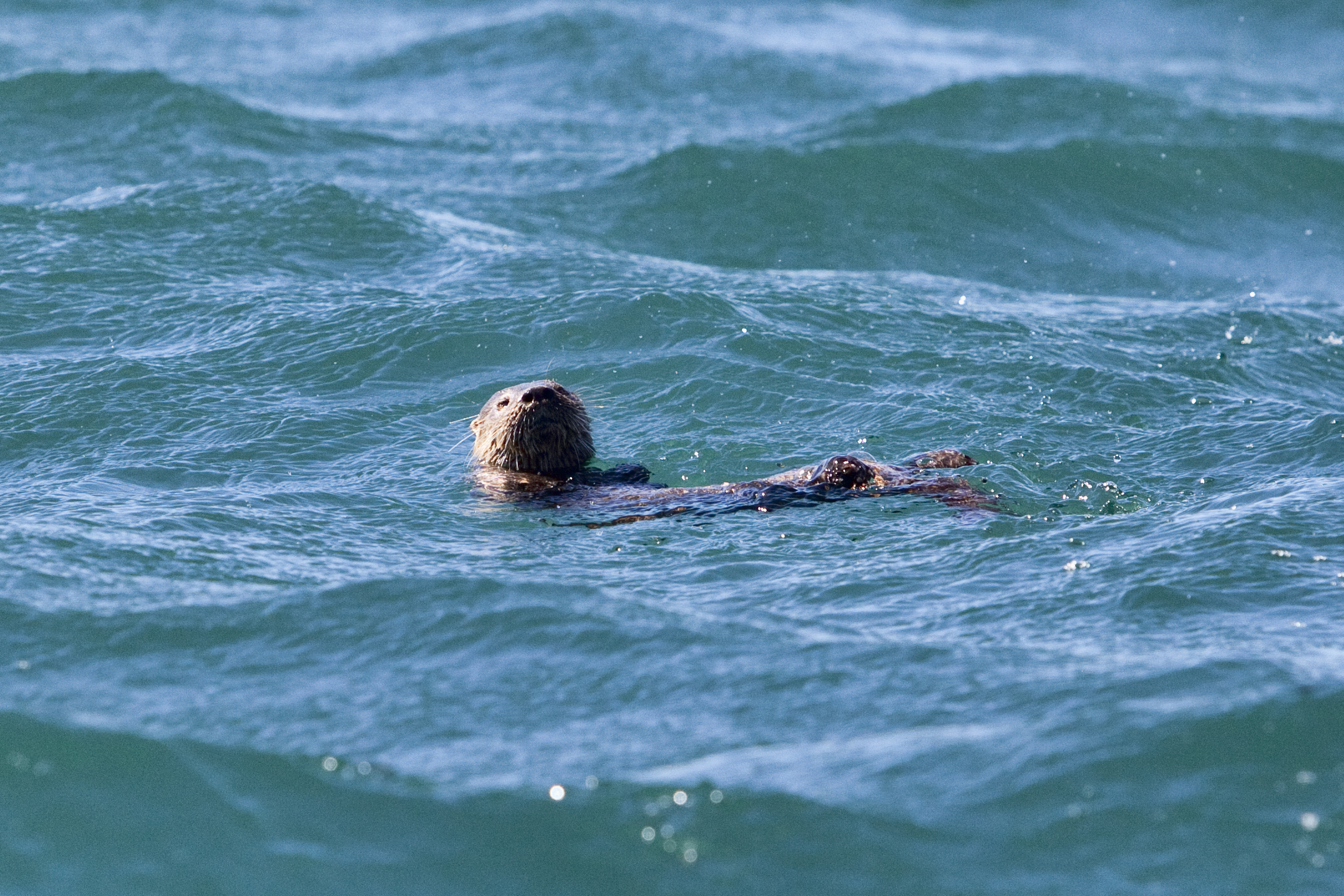
Lutră de mare sud-americană lângă Puñihuil
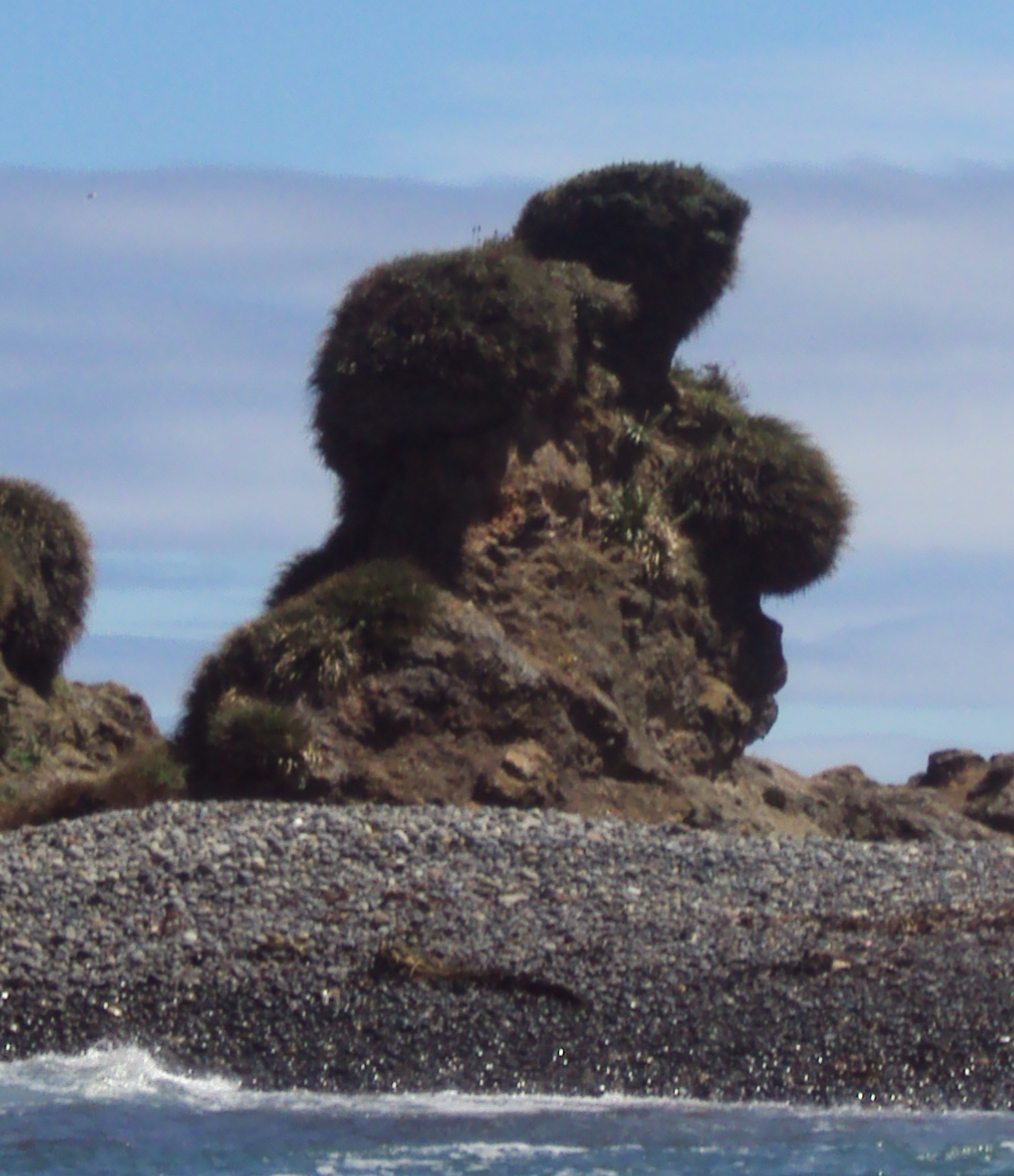
„Stânca Ursului”